# Stefania schuberti
Stefania schuberti es una especie de anfibio anuro de la familia Hemiphractidae.

## Distribución geográfica
Esta especie es endémica del estado de Bolívar en Venezuela. Habita entre los 1750 y 2400 m sobre el nivel del mar en Auyantepuy.

## Etimología
Esta especie lleva el nombre en honor a Carlos Schubert Paetow (1938-1994).

## Publicación original
- Señaris, Ayarzagüena & Gorzula, 1997 "1996" : Revisión taxonómica del género Stefania (Anura: Hylidae) en Venezuela, con la descripción de cinco nuevas especies. Publicaciones Asociación Amigos Doñana, vol. 7, p. 1–56.[5]